# Katedrála Nanebevzetí Panny Marie (Modena)
Katedrála v Modeně, celým názvem Metropolitní katedrála Nanebevzetí Panny Marie a svatého Geminiana v Modeně, italsky úplným názvem Cattedrale Metropolitana di Santa Maria Assunta in Cielo e San Geminiano nebo prostě Duomo (di Modena) v italském městě Modena, je jedna z nevýznamnějších románských staveb v Evropě a součást Světového dědictví.

## Konstrukce a výzdoba
Práce na katedrále začaly roku 1099, pod vedením stavitele Lanfranca, na místě hrobu sv. Geminiana, modenského patrona. Na tomto místě stáli v minulosti již dva kostely, které byly zničeny. Svaté ostatky jsou uchovávány v katedrální kryptě.
Katedrála byla vyzdobena Anselmem da Campione a jeho následovníky. Majestátní rozetové okno bylo vytvořeno Anselmem, zatímco dva lvi podpírající vstupní sloupy jsou antické, pravděpodobně nalezené při kopání základů.

## Fasáda

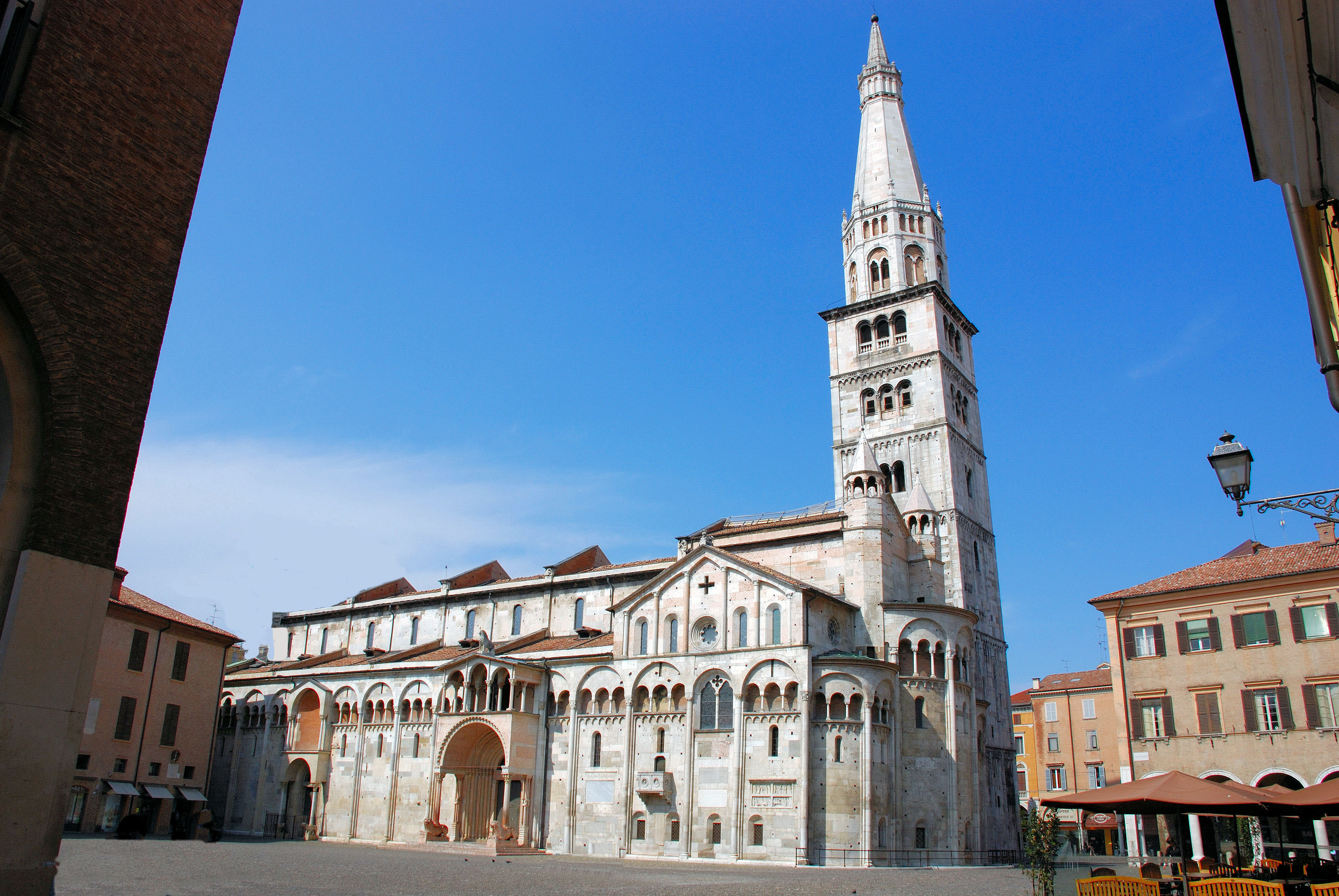
Celkový pohled na katedrálu

Fasádu dekorují reliéfy od Wiligelma, současníka Lafranca; zahrnují portréty proroků a patriarchů, a zobrazení biblických příběhů. Postranní vchody Porta Regia a Porta dei Principi jsou zdobeny reliéfy zobrazující epizody ze života sv. Geminiana. Severním vchodem je Porta della Pescheria s reliéfy inspirovanými ročními cykly a králem Artušem.

## Interiér

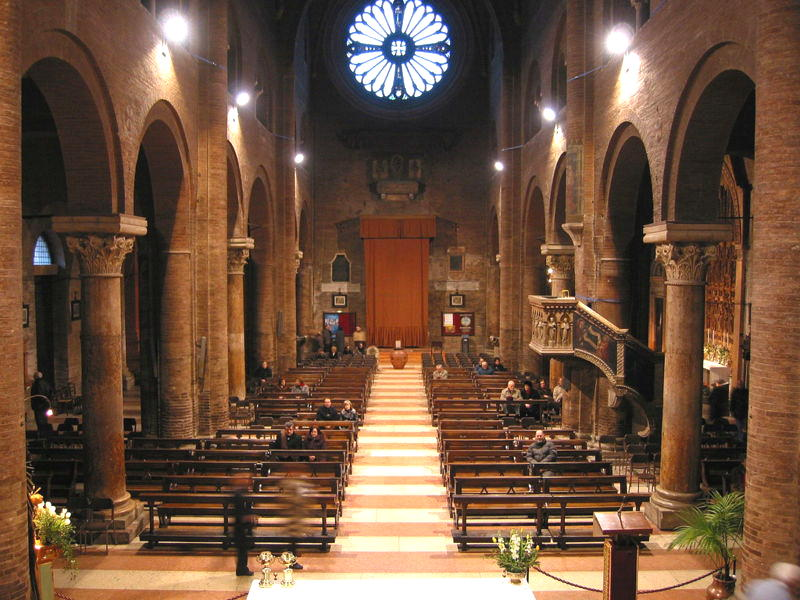
Interiér

Katedrála je trojlodní. Mezi centrální lodí a kryptou je mramorové hrazení od Anselma da Campione zobrazující Oplakávání Krista. Kazatelna od Arriga da Campione je zdobená malými terakotovými soškami. Nápadný je také dřevěný krucifix ze 14. století.
Katedrála uchovává také dva betlémy od významných modenských mistrů: Antonio Begarelliho z roku 1527 a v kryptě Guido Mazzoniho z roku 1480, známý jako Madonna della Pappa.